# Aeroambulanza

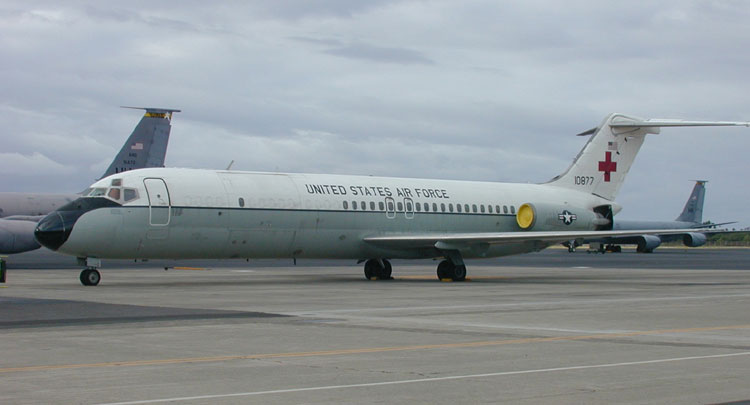
Velivolo McDonnell Douglas C-9 Nightingale dismesso dalla United States Air Force e convertito in aeroambulanza.

Una aeroambulanza è un aeromobile, modernamente un aereo o elicottero (eliambulanza), utilizzato per il trasporto di feriti o malati. L'aeroambulanza trova impiego in situazioni in cui il trasporto aereo è più pratico o in situazioni nelle quali un'ambulanza convenzionale non può facilmente o rapidamente raggiungere il luogo dove il paziente deve essere trasportato. 
Nelle versioni moderne, gli equipaggi delle aeroambulanze hanno a disposizione a bordo scorte di farmaci oltre che vari sistemi per l'Advanced Life Support, quali defibrillatori, elettrocardiografi e altri apparati per la terapia intensiva in grado di supportare le funzioni vitali dei trasportati in condizioni critiche.  
In alcune situazioni, il trasporto via aerea risulta oltre che molto più rapido, anche più confortevole e potenzialmente molto meno rischioso, specialmente per i pazienti politraumatizzati rispetto ad un trasporto via terra in ambulanza, in quanto le sollecitazioni cinetiche per la vittima sono sensibilmente minori se viene trasportata con un aeromobile. 

Sistemi di supporto vitale e interni di aeroambulanze
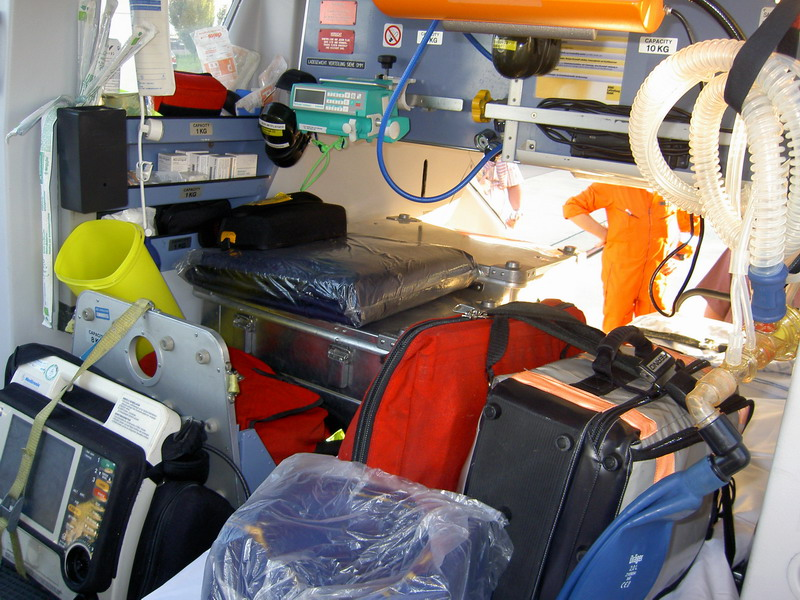
Interni di elicottero
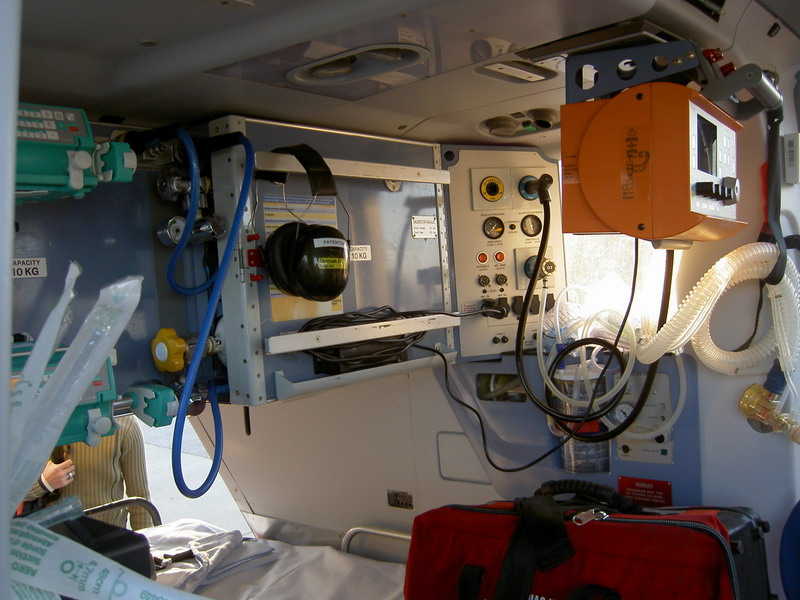
Interni di elicottero
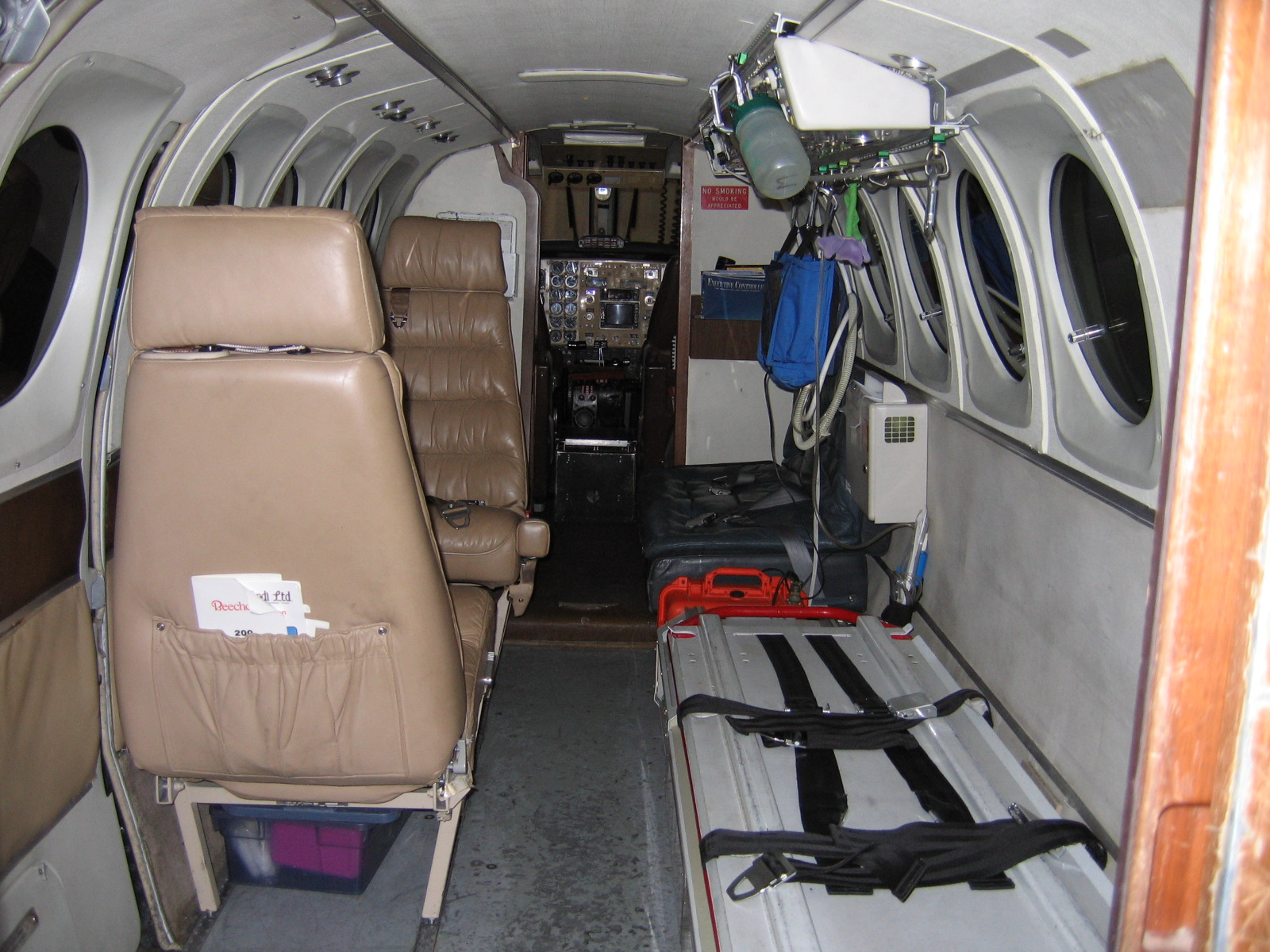
Interni di aereo

## Classificazioni
Secondo la definizione delle normative italiane, le aeroambulanze effettuano interventi di tipo secondario, cioè di trasporto di un paziente critico da un ospedale all'altro, tipicamente verso un centro ospedaliero dotato di strutture specialistiche che sono assenti nel presidio inviante. Gli interventi primari sono invece definiti come quelli in cui il mezzo viene inviato direttamente sulla scena dell'incidente o del malore e sono più propriamente definiti elisoccorso, nel caso siano impiegati elicotteri.
La classificazione anglosassone, definisce AA (dall'inglese Air Ambulance) gli interventi definiti dalla normativa italiana di tipo secondario, cioè quelle situazioni in cui la missione risulta pianificabile e vengono utilizzate superfici idonee per l'imbarco e lo sbarco del paziente. 
Per gli anglosassoni, le altre specializzazioni sono invece definite come:
- Interventi EMS (dall'inglese Emergency Medical Service, Servizio Medico di Emergenza), gli interventi di soccorso sanitario direttamente sulla scena dell'evento, quindi con atterraggio "fuori campo", ma comunque in ambiente non ostile, cioè senza impiego di tecniche particolari per il raggiungimento della vittima e il suo recupero;
- Interventi SAR (dall'inglese Search and Rescue, ricerca e salvataggio), gli interventi di salvataggio da ambiente ostile in cui l'aspetto sanitario passa in seconda priorità rispetto all'estrazione del pericolante o ferito da un ambiente ostile (mare, terreno impervio, montagna, valanga);